# Architektura jezuicka
Architekturę jezuicką określa się jako sztukę przełomu, okres przejściowy między renesansem a barokiem.

## Tło historyczne
Odrodzony po soborze trydenckim (1545–1563) Kościół katolicki stanowił liczącą się w Europie potęgę. Przeprowadzano zmiany, ustalano kwestie dogmatyczne. Wzmogła się żarliwość religijna. Odpowiedzią ma reformację była kontrreformacja – odnowa Kościoła katolickiego i starcie z protestantami. Formą ideologicznej walki z przeciwnikami był rozwój kaznodziejstwa, budowanie okazałych świątyń. Wiernych miały przyciągać rozbudowane nabożeństwa, widowiskowość i bogata oprawa ceremonii. Wraz z przełamywaniem się wartości religijnych, także w sztuce nastąpił duży przełom. Sobór trydencki sformułował wyraźne zadania i cele, a także najogólniej mówiąc – określił charakter sztuki i architektury religijnej. Miała reprezentować Kościół, okazywać jego potęgę przez materialne, zmysłowe piękno mówić o pięknie Boga niewidzialnego. Miała skupiać liczne rzesze wiernych we wspaniałych obrzędach, umożliwiać swobodne słuchanie płomiennych kazań, uwznioślać sceny religijne, zwłaszcza rozpowszechniać kult świętych, z którymi zerwali reformatorzy. Sztuka religijna, zgodnie z założeniami soboru trydenckiego, reprezentuje Kościół triumfujący i unaocznia wiernym jego wielkość poprzez bogatą i monumentalną architekturę, olśniewający przepych wystroju wnętrz, pełne emocji, wręcz teatralne nabożeństwa. W odróżnieniu od surowych budowli protestanckich, w kościołach katolickich wszystkie dziedziny sztuk plastycznych miały współgrać ze sobą w przekazywaniu wiernym mistycznego przesłania.
Państwo Kościelne, najbardziej samodzielne pod względem gospodarczym i politycznym, stało się, wraz ze stolicą Rzymem, centrum kulturalnym Włoch. Realizację postulatów soboru trydenckiego, dotyczących m.in. sztuki i architektury, zlecono powstałemu około 1540 roku zakonowi jezuitów, który zrzeszał ludzi wykształconych, ogarniętych pasją misjonarską i całkowicie oddanych katolickiej ortodoksji. Wczesny barok stał się stylem jezuickim, wypracowanym w Rzymie pod czujnym okiem papieża.

## Charakterystyka stylu

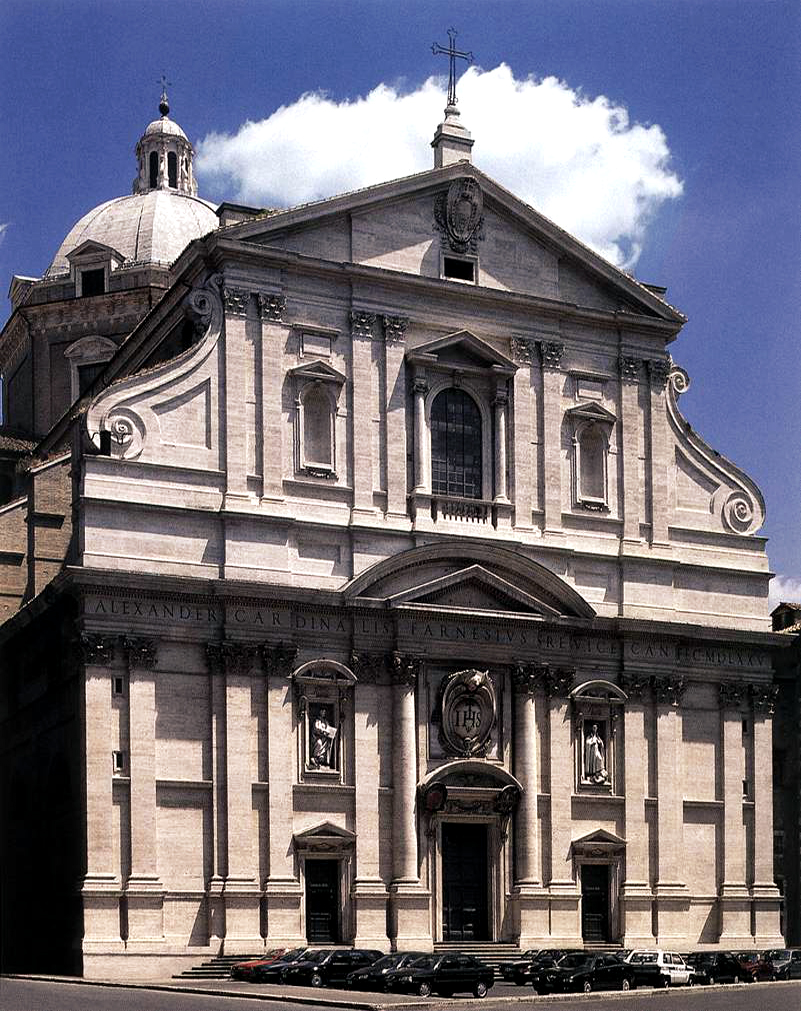
Kościół Il Gesù w Rzymie

Architekturę jezuicką cechuje monumentalizm, śmielsze niż w renesansie operowanie światłocieniem, bogatsze zdobienie wnętrz. Bryły są proste, zwarte, wnętrza przestronne. Nie wprowadzono żadnych innowacji w dziedzinie konstrukcji budynków, a w dekoracji korzystano z tych samych, zapożyczonych z antyku motywów, którymi posługiwali się twórcy renesansowi. Różnica polegała na odmiennym ich traktowaniu. Na szczególną uwagę zasługuje bardziej niż dotychczas okazała fasada. Jest zwykle dwukondygnacyjna, płaszczyzna muru podzielona poziomo gzymsami, pionowo podwójnymi pilastrami, półkolumnami lub kolumnami. Pojawia się złożona dekoracja rzeźbiarska, spotęgowanie kontrastów światłocieniowych. Zgodnie z zasadami architektury barokowej gmach musiał mieć element dominujący (tzw. dominantę), zwykle była to potężna kopuła. Powstają dodatkowe ołtarze przy filarach międzynawowych, a przy ostatnim filarze zawiesza się ambonę. Architektura, rzeźba i malarstwo splatają się w jedną, nierozłączną, malowniczą i ruchliwą całość, opartą na kontrastach, współdziałającą ze światłem.
Architektura
Wzorcem, który na długie lata wyznaczył obowiązujący model kościoła w krajach katolickich, była ukończona w 1584 roku, macierzysta świątynia zakonu jezuitów – kościół Il Gesù w Rzymie. Bryła została zaprojektowana i zrealizowana pod koniec renesansu a jego dwukondygnacyjna elewacja to początki baroku, więc jest to zabytek należący do baroku kontrreformacyjnego. Pierwszy projektant kościoła, najsławniejszy uczeń Michała Anioła – Giacomo Barozzi da Vignola – stworzył plan łączący elementy układu centralnego i podłużnego. Bryła jedynie nawiązuje do formy krzyża łacińskiego, gdyż wydaje się bardziej zwarta niż świątynie budowane na planie typowego krzyża łacińskiego. W Il Gesù szeroką, dość krótką nawę główną przecina równie obszerny transept – nie wystaje on poza ściany boczne świątyni, więc jest to tak zwany transept pozorny. Powstałą w ten sposób na skrzyżowaniu naw, obszerną przestrzeń przykrywa potężna kopuła wsparta na żaglach (pendentywach). Światło wpadające przez okna u podstawy kopuły, rozświetla obszar na skrzyżowaniu naw i prezbiterium. Nawy boczne zostały zastąpione kaplicami połączonymi przejściem, które służy jako miejsce modłów indywidualnych i odprawiania mszy dla licznie powstających bractw religijnych. Prezbiterium zakończone jest półkolistą absydą. Dzięki zwartemu korpusowi, wypunktowaniu ołtarzowego centrum, jednonawowemu rozwiązaniu, w którym zgromadzony tłum mógł łatwo śledzić przebieg nabożeństw czy kazań, powstało wnętrze czytelne, przestronne i funkcjonalne. Na ścianach i sklepieniach widnieją freski, wnętrze zdobią również rzeźby stiukowe z zaprawy gipsowej imitującej marmur), kunsztowne sztukaterie, piękne kapitele kolumn.
Fasadę kościoła, zaopatrzoną w trzy wejścia, stworzył Giacomo della Porta między 1537 a 1541 rokiem. Została zaprojektowana w taki sposób, żeby jej elementy tworzyły ostre kontrasty światłocieniowe, co później stało się jedną z naczelnych cech baroku). Jest to fasada dwukondygnacyjna, podzielona pionowo zdwojonymi rytmami pilastrów korynckich, przy czym po obydwu stronach głównego wejścia i znajdującego się na jego poziomej osi otworu okiennego znajdują się półkolumny. Natomiast poziomo dzielą ją gzymsy. Oba piętra fasady łączą skrajnie umieszczone woluty. Całą elewację nakrywa trójkątny fronton (klasyczny tympanon). Wielkie okno, znajdujące się w centrum górnej kondygnacji, doświetla wnętrze świątyni. Nad bocznymi wejściami znajdują się nisze, a w nich rzeźby figuralne. W górnej kondygnacji nisze są puste. Do środka prowadzą 7-stopniowe schody rozległe na niemal całą szerokość fasady.
Wzorzec Il Gesù powielany był we wszystkich krajach katolickich, głównie we Włoszech, Francji, Hiszpanii, Flandrii i Polsce.
Architektura jezuicka w Polsce

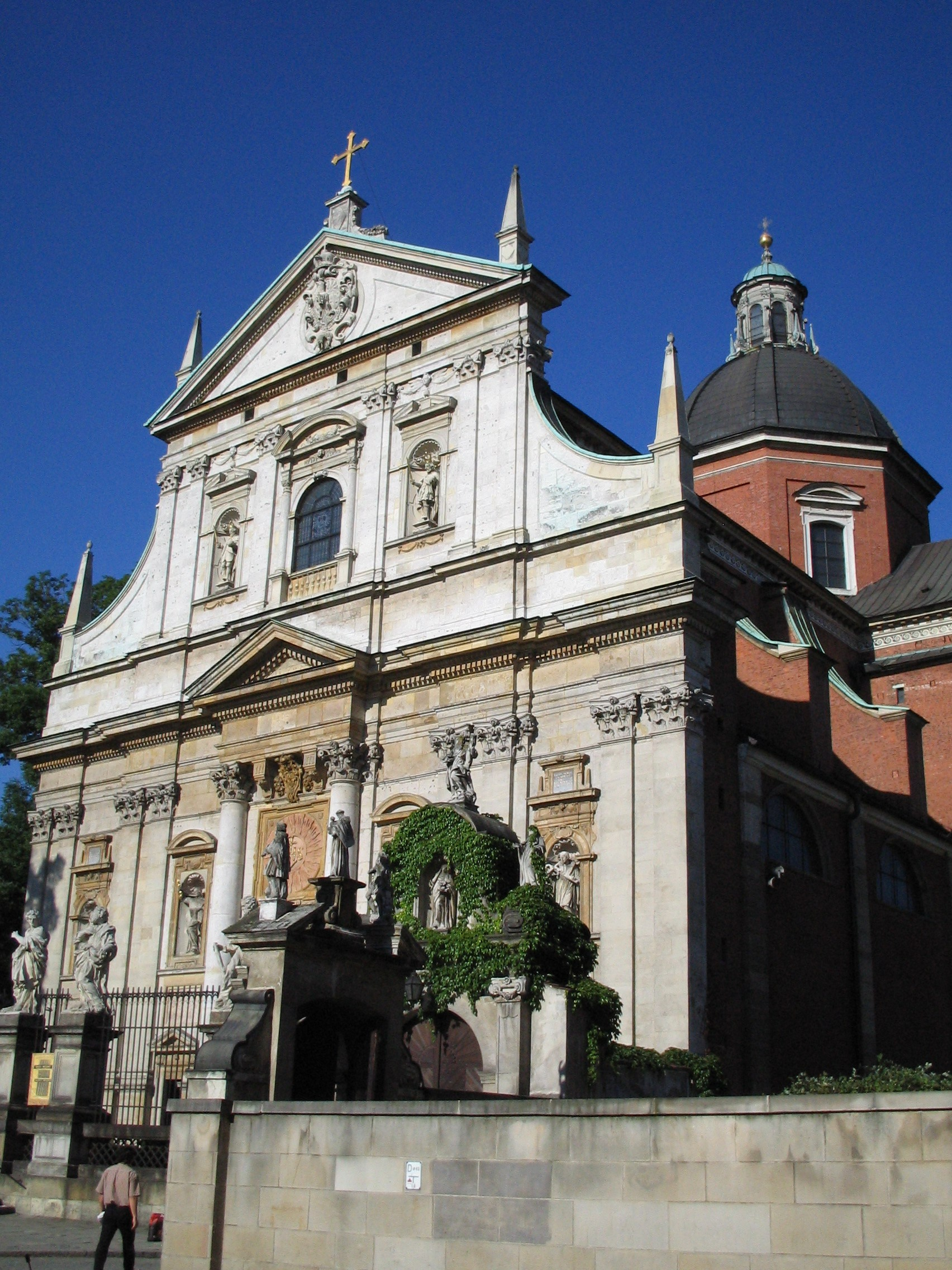
Kościół św. Piotra i Pawła w Krakowie

Powstanie nowego nurtu w kulturze europejskiej zbiegło się z początkiem rządów w Rzeczypospolitej dynastii Wazów. Król Zygmunt III Waza, oddany zwolennik kontrreformacji, popierał działalność jezuitów, którzy właśnie w Polsce wznieśli pierwszy kościół kontrreformacyjny na północ od Alp – świątynię zakonną w Nieświeżu. Za nią powstało wiele innych, powtarzających bezwieżową fasadę i układ przestrzenny włoskiego Il Gesù. Znakomitym przykładem budowli wczesnobarokowej jest wybudowany przez kilku włoskich architektów jezuickich, a fundowany przez króla, kościół św. Piotra i Pawła w Krakowie.
Stanowi przykład baroku w jego początkach i stał się wzorem dla wielu innych kościołów w Polsce. Przy budowie kierowano się zasadą łączenia planu podłużnego z centralnym, czego wyrazem jest szeroka nawa środkowa, boczne nawy złożone z rzędów kaplic oraz krótki transept. Świątynia ma zwarte wnętrze, w którym najbardziej wyeksponowana przestrzeń to przykryte kopułą skrzyżowanie naw. Kopuła ma ciekawą formę elipsy. Na górze wieńczy ją ozdobna latarnia. Prezbiterium jest mroczne, a jego okna umieszczono tak, by światło padało na księdza odprawiającego mszę. W apsydzie dekorację stanowią sceny z życia św. Piotra i św. Pawła oraz posągi patronów Polski – św. Wojciecha i św. Stanisława.
Uwagę przyciągają sztukaterie sklepień absydy i kaplic. Kamienna wykładzina nadaje budowli wyraz pewnej surowości. Kościół ma zwarty korpus i fasadę o silnie wystających gzymsach, potężnym wieńczącym tympanonie i podwójnym rytmie pilastrów. Jest dość oszczędna, jednak ma ogromną siłę wyrazu. W półkolistych niszach oraz na wysokich cokołach przed kościołem umieszczono posągi świętych, a nad portalem głównym godło zakonu jezuitów, w górnej kondygnacji znajdują się posągi św. Zygmunta i św. Władysława. W dwukondygnacyjnej fasadzie odnajdujemy cechy kościoła Santa Susana oraz Il Gesù.
Wnętrza i dekoracje

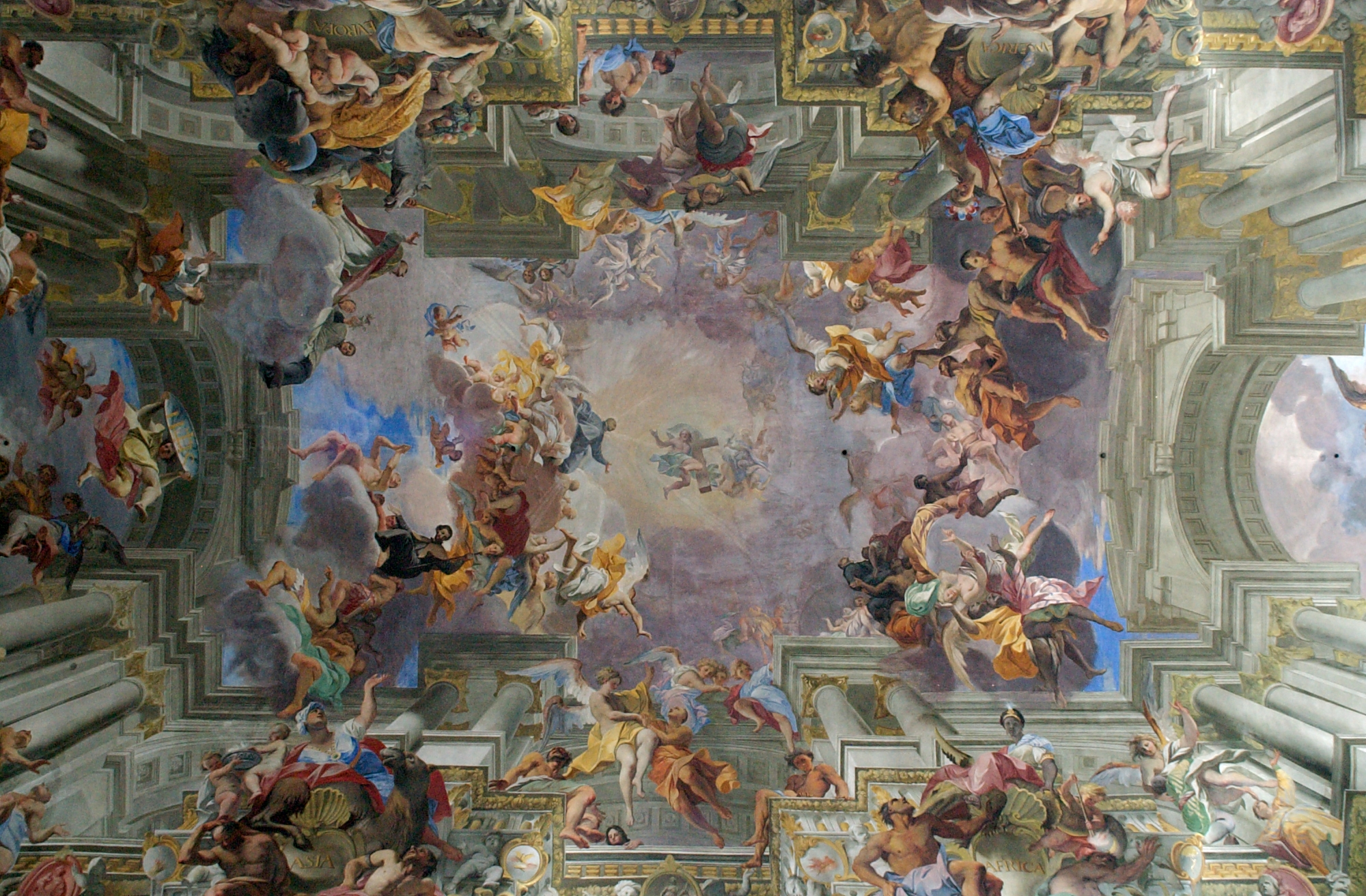
Malowidło na sklepieniu kościoła Sant’Ignazio w Rzymie

Wnętrza stają się bardziej bogato zdobione (prawdziwy rozkwit przypada na okres dojrzałego baroku), popularne były zdobienia stiukowe, sztukaterie, pojawiają się freski mające stworzyć iluzję przestrzeni. Wspaniałym przykładem jest fresk na sklepieniu kościoła św. Ignacego w Rzymie przedstawiający alegorię misji jezuickich (Andrea del Pozzo) oraz Triumf Jezusa na sklepieniu Il Gesù autorstwa Gaulliego. Silnie zaakcentowane gzymsy tworzą poziome podziały wnętrz. Pilastry i półkolumny mają ozdobne kapitele.
Urbanistyka
Na dobę kontrreformacji przypadają początki rozkwitu urbanistyki. W Rzymie, a za jego przykładem i w innych stolicach krajów europejskich, burzono stare domy tworząc owalne, okrągłe lub prostokątne place. Często wychodziły z nich pojedyncze lub rozchodzące się promieniście szerokie arterie, które umożliwiały podziwianie ze znacznej odległości usytuowanych przy placach monumentów architektury, okazałych fontann czy pomników. Znakomitym przykładem takiego rozwiązania jest ulica łącząca most św. Anioła z placem św. Piotra w Rzymie.
Ważną postacią jest uważany za ojca urbanistyki Domenico Fontana, twórca planu przebudowy Rzymu. Według jego planów od starochrześcijańskiej bazyliki Santa Maria Maggiore rozchodziły się promieniście ulice, każda zamknięta optycznie obeliskiem lub kościołem.

## Przedstawiciele kierunku
- Domenico Fontana
- Jacopo Barozzi da Vignola
- Giovanni de Rossis
- Giacomo della Porta

## Przykłady dzieł
- Kościół Il Gesù w Rzymie
- Kościół św. Ignacego w Rzymie
- Kościół Val-de-Grâce w Paryżu
- Kościół Świętych Apostołów Piotra i Pawła w Krakowie
- Kościół św. Franciszka Ksawerego w Piotrkowie Trybunalskim
- Kościół św. Ignacego Loyoli w Bydgoszczy
- Kościół św. Karola Boromeusza w Antwerpii